# Kvarteret Alcmene

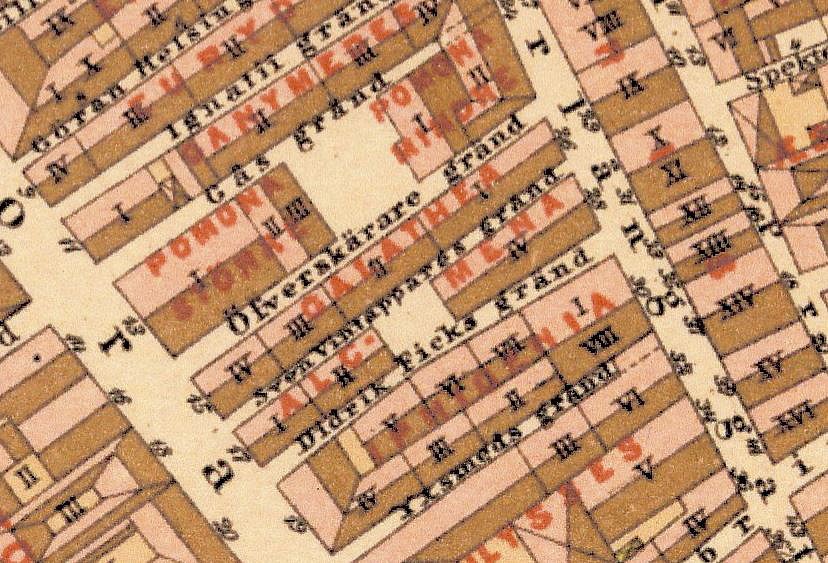
Kvarteret Alcmena på Alfred Rudolf Lundgrens karta från 1885.

Kvarteret Alcmene (äldre stavning Alcmena) är ett långsmalt kvarter i Gamla stan. Kvarteret omges av Sven Vintappares gränd i norr, Sven Vintappares torg i öster, Didrik Ficks gränd i söder och Stora Nygatan i väster. Kvarteret Alcmene består idag av två fastigheter och sträckte sig ursprungligen fram till Västerlånggatan.

## Namnet

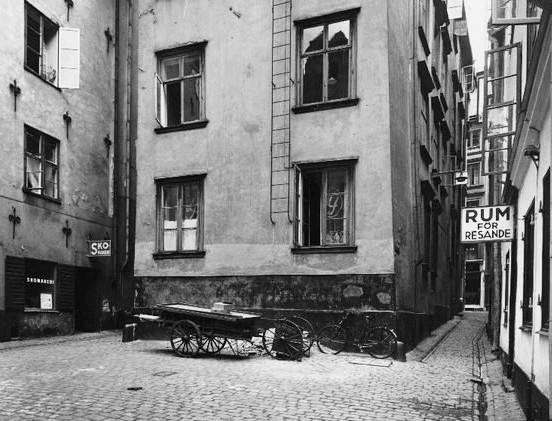
F.d. Alcmene 4 mot öster, 1940.

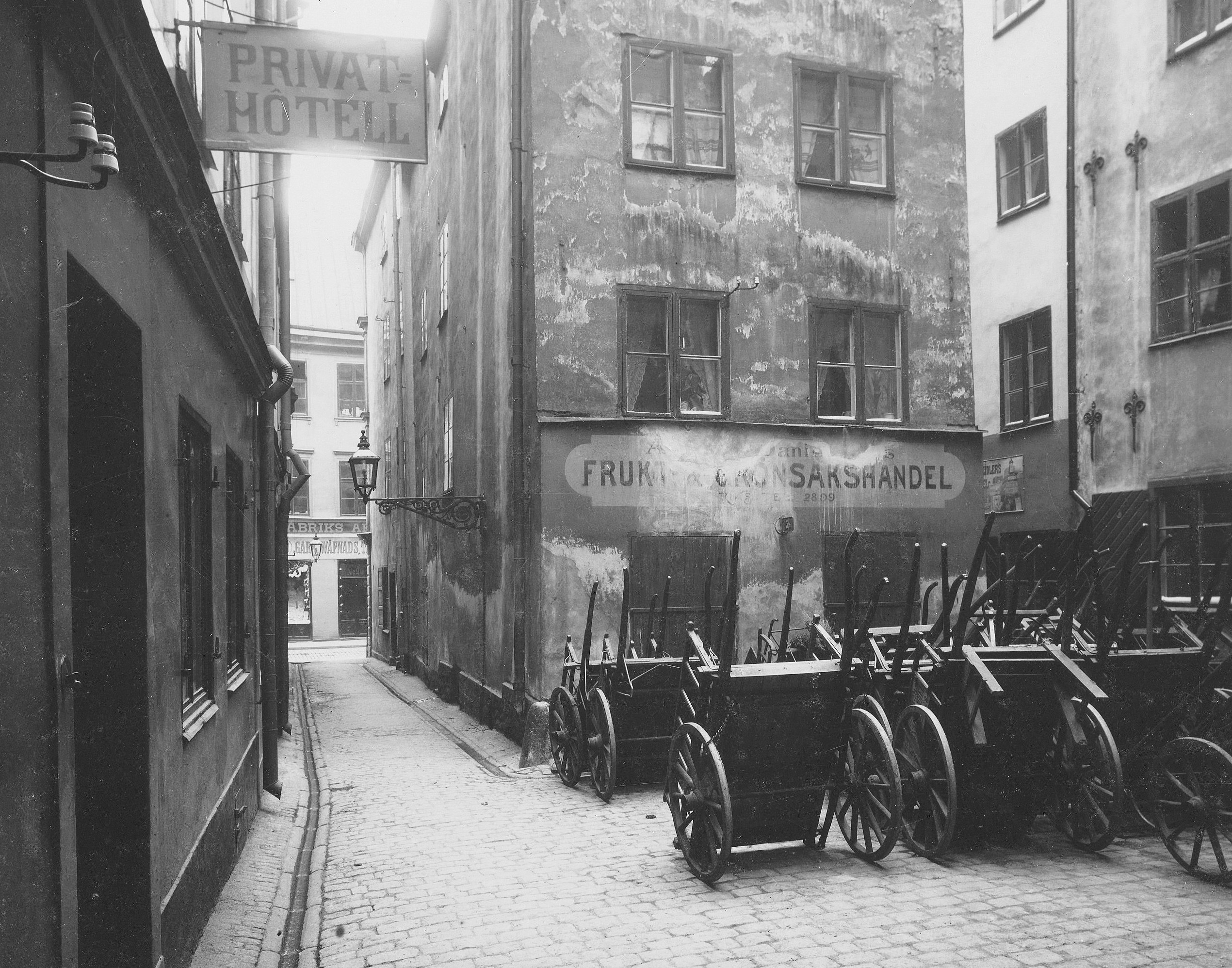
Alcmene 2 och 1 mot väster, 1902.

Alkmena var i grekisk mytologi prinsessa av Mykene och drottning av Tiryns. Hon var dotter till Elektryon, kung av Mykene och gift med kung Amphitryon. Amphitryon är även namnet på grannkvarteret (se kvarteret Amphitryon).

## Kvarteret
Kvarteret ligger i Gamla stans historiska stadskärna, där smala gränder och smala kvarter sträcker sig västerut från Västerlånggatan. Området klarade sig undan i den Stora branden 1625 och omfattades därför bara delvis av den genomgripande stadsplaneringen för sydvästra Stadsholmen när den nya Konungsgatan (nuvarande Stora Nygatan) drogs fran.
Alcmene är ett av de smalaste kvarteren i stadsdelen och har vid Stora Nygatan (nr 17) en bredd av knappt sex meter. I slutet av 1700-talet anlades en vändplats för brandförsvarets hästdragna vagnar mitt i kvarteret. Åtgärden skulle underlätta framkomligheten i de trånga gränderna och därmed förbättra brandsäkerheten på Stadsholmen. Liknande vändplatser anordnades även på närbelägna Gåstorget samt på Tyska brunnsplan och på Brända tomten.
Den lilla vändplatsen, som sedan år 2002 kallas Sven Vintappares torg, skapades genom rivning av den mellersta fastigheten, Alcmena 3. På platsen för Alcmena 3 och 4 låg huset där Erik XIV:s rådgivare Jöran Persson bodde på 1560-talet. Genom tillkomsten av det nya torget delades kvarteret Alcmene. Den norra delen, Alcmena 4, fick först på 1900-talets början det nya kvartersnamnet Amphitryon medan den södra behöll sitt ursprungliga namn.